# آفتابه (کوثر)
آفتابه یک روستا در ایران است که در دهستان سنجبد غربی واقع شده‌است. آفتابه ۱۴۳ نفر جمعیت دارد.